# 진주 정신중 묘역
진주 정신중 묘역(晋州 鄭臣重 墓域)은 대한민국 경상남도 진주시 상대동에 있는 무덤이다. 1997년 1월 30일 경상남도의 기념물 제159호로 지정되었다.

## 개요
진주 정씨의 3대 가족무덤 지역이다.
고려 충숙왕 때 숭정대부 의정부 찬성사를 지낸 정신중의 부부 합장무덤과 조선 전기 대유학자이며 문장가인 문정공 정이오 부부의 무덤, 그리고 조선 전기에 우의정을 지내고 단종을 위해 순절한 충장공 부부의 무덤이다.

## 참고 자료
- 진주 정신중 묘역 - 국가유산청 국가유산포털